# Ольденсворт
Ольденсворт (нем. Oldenswort) — община в Германии, в земле Шлезвиг-Гольштейн.
Входит в состав района Северная Фризия. Подчиняется управлению Айдерштедт. Население составляет 1252 человека (на 31 декабря 2010 года). Занимает площадь 45,84 км².
Официальным языком в населённом пункте, помимо немецкого, является севернофризский.